# Горка (Забєльська волость)
Горка (рос. Горка) — присілок в Пустошкинському районі Псковської області Російської Федерації.
Населення становить 5 осіб. Входить до складу муніципального утворення Забєльська волость.

## Історія
Від 2015 року входить до складу муніципального утворення Забєльська волость.

## Населення
| 2002 | 2010 |
| ---- | ---- |
| 7    | ↘5   |